# Shūto Machino
Shūto Machino (jap. 町野 修斗 Machino Shūto; ur. 30 września 1999 w Idze) – japoński piłkarz występujący na pozycji napastnika w niemieckim klubie Holstein Kiel oraz w reprezentacji Japonii. W trakcie swojej kariery grał także w takich zespołach, jak Yokohama F. Marinos i Giravanz Kitakyushu.